# Delia Moclair
 (mai 2020).
Delia Moclair (8 janvier 1895 - 23 novembre 1971) est une obstétricienne irlandaise et la première femme maître-assistante du National Maternity Hospital de Dublin.

## Jeunesse
Delia Moclair est née Bridget Angela Moclair à John Street, Cashel, comté de Tipperary le 8 janvier 1895. Elle est la plus jeune des sept enfants de Patrick et Margaret Moclair (née Carew). Son père est expulsé de sa ferme par le politicien unioniste local et propriétaire, Arthur Smith-Barry, en mars 1888. En tant qu'organisatreur local pendant le plan de campagne, son père est arrêté et emprisonné à plusieurs reprises, puis sa ferme et sa maison lui ont été rendues en 1911. Moclair va à l'école au couvent de Présentation à Cashel puis au couvent des Ursulines à Waterford. Elle entre à University College Dublin pour étudier la médecine et est diplômée MB, BCh, BAO en 1921 et DPH en 1922. Elle parle également couramment irlandais et est une chanteuse mezzo-soprano accomplie, remportant la médaille Denis O'Sullivan au Feis Ceoil de 1921 et se produisant souvent lors d'événements et de concerts.

## Carrière
En 1922, Moclair est élue à l'unanimité première femme maître-assistante du National Maternity Hospital de Dublin, après avoir été nommée par Andrew Horne et avoir rencontré « une certaine opposition de la part des gouverneurs les plus conservateurs ». Servant trois mandats annuels consécutifs de 1922 à 1925, au cours des deux derniers, elle travaille aux côtés d'Andrew Horne Jr, avec deux postes de maître-assistant servant de postes en résidence. À la fin des années 1920, Moclair et Horne Jr occupent des postes de premier cycle à Vienne et, à leur retour à Dublin, ils établissent un cabinet privé.
Moclair fait preuve de compassion envers les mères et les nouveau-nés, faisant remarquer que « la sage-femme en sait plus que nous », en s'efforçant de donner confiance aux nouvelles mères. Elle développe un cours pré-nuptial précurseur avec les services sociaux catholiques, ainsi que des cours de santé et d'hygiène dans des écoles professionnelles pour les jeunes femmes et les mères. Avec Dorothy Price, Moclair témoigne devant la Commission Carrigan, qui examine la loi irlandaise existante sur les infractions sexuelles en Irlande. En tant que représentante du Irish Women Doctors' Committee, elle déclare que les adolescentes et les jeunes femmes irlandaises sont plus innocentes et naïves que leurs contemporaines britanniques et ignorent les bases concernant le sexe et la reproduction. Citant cette ignorance, elle appelle à une meilleure éducation à la santé sexuelle pour contrer l'ignorance généralisée des jeunes femmes et filles. Avec Price, Moclair témoigne de sa connaissance personnelle de cas de filles de 13 ans devenant mères par manque d'éducation. Elles font valoir que le secret et la honte associés aux agressions sexuelles entraînent de faibles taux de dénonciation et que seules les jeunes femmes tombées enceintes admettent avoir été violées ou agressées sexuellement. Le témoignage de Moclair, comme celui de nombreuses autres femmes expertes, est largement ignoré par le comité, et les transcriptions restent scellées aux Archives nationales jusqu'en 1999.
À partir des années 1920, Moclair est présidente de la Women's National Health Association, qui se concentre sur l'élimination de la tuberculose et l'amélioration de la santé infantile à l'époque. En tant que catholique pratiquante, elle est membre de l'Alliance internationale de St. Joan, la Linen Guild qui vient en aide aux bébés nés à l'Hôpital national de maternité, la Société de Saint-Vincent de Paul, le Catholic Social Welfare Bureau et d'autres organisations catholiques bénévoles, y compris dans sa paroisse locale à St Andrew's, Westland Row, Dublin. De 1963 à 1966, Moclair est présidente de l'hôpital Peamount à Newcastle dans le comté de Dublin. Elle est examinatrice pour le Central Midwives Board of Ireland.

## Famille et mort
Moclair épouse Andrew Horne Jr à l'église St Andrew, Westland Row, Dublin le 23 novembre 1971. Le couple a un fils (1931-1946) et deux filles jumelles, Margaret et Patricia. Au début, ils vivent et pratiquent sur Merrion Square, puis déménagent à Cowper Drive, Rathmines.
Elle meurt à l'hôpital Dr Steevens de Dublin d'une insuffisance rénale le 23 novembre 1971,.